# Albatrellus skamanius
Albatrellus skamanius är en svampart som först beskrevs av William Alphonso Murrill, och fick sitt nu gällande namn av Zdeněk Pouzar 1972. Albatrellus skamanius ingår i släktet Albatrellus och familjen Albatrellaceae.   Inga underarter finns listade i Catalogue of Life.